# Stenaelurillus kronestedti
Stenaelurillus kronestedti là một loài nhện trong họ Salticidae.
Loài này thuộc chi Stenaelurillus. Stenaelurillus kronestedti được Maciej Próchniewicz & Heciak miêu tả năm 1994.